# Aphanocalyx richardsiae
Aphanocalyx richardsiae är en ärtväxtart som först beskrevs av J.Leonard, och fick sitt nu gällande namn av Jan Johannes Wieringa. Aphanocalyx richardsiae ingår i släktet Aphanocalyx och familjen ärtväxter. Inga underarter finns listade i Catalogue of Life.